# Actinodaphne angustifolia
Actinodaphne angustifolia är en lagerväxtart som först beskrevs av Carl Ludwig von Blume, och fick sitt nu gällande namn av Christian Gottfried Daniel Nees von Esenbeck. Actinodaphne angustifolia ingår i släktet Actinodaphne och familjen lagerväxter. Inga underarter finns listade i Catalogue of Life.